# Microchrysotus tarsalis
Microchrysotus tarsalis är en tvåvingeart som beskrevs av Robinson 1964. Microchrysotus tarsalis ingår i släktet Microchrysotus och familjen styltflugor. Inga underarter finns listade i Catalogue of Life.